# Druselturm

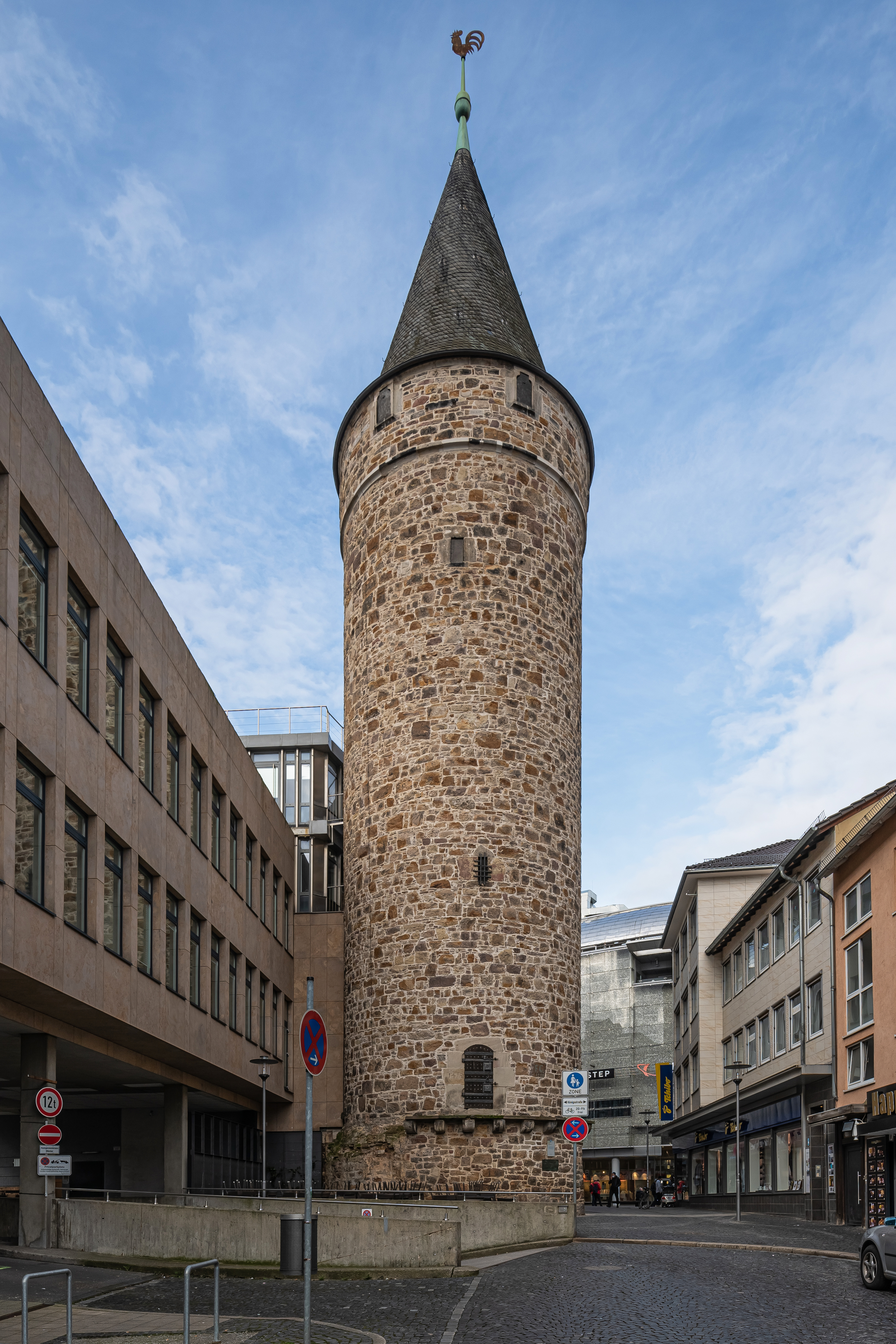
Gesamtansicht des Druselturms

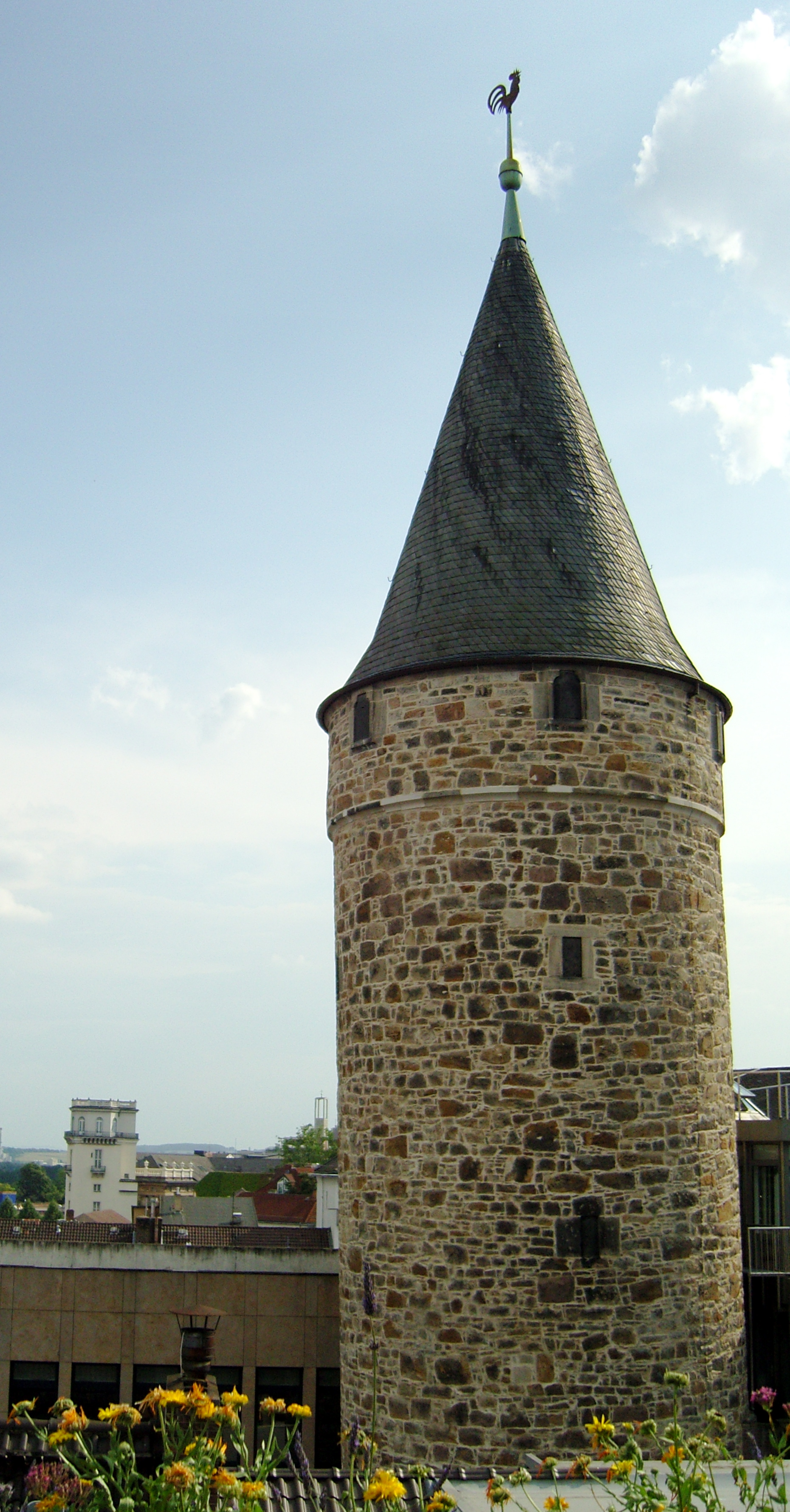
Detailansicht, die leichte Schieflage ist deutlich zu erkennen

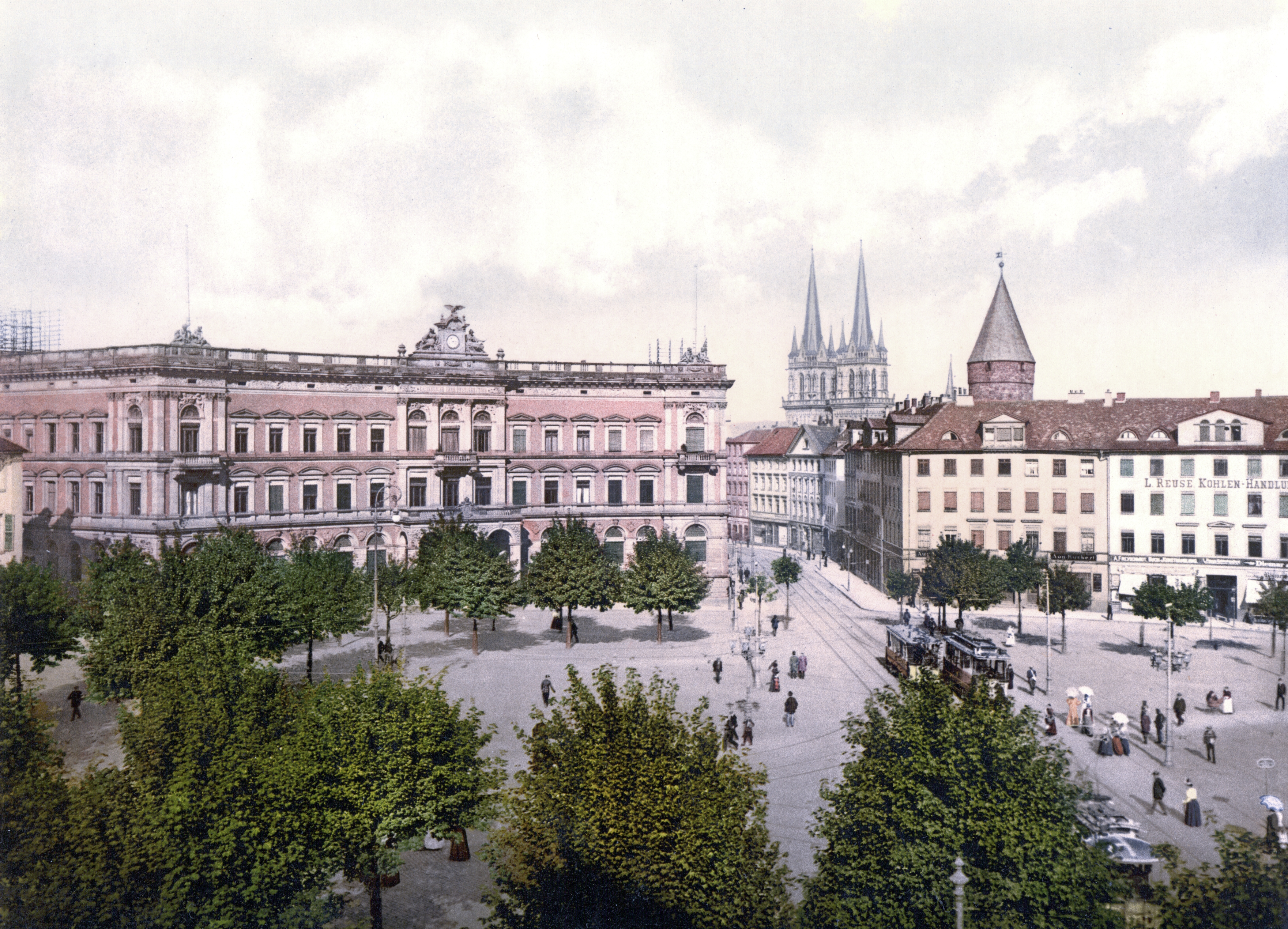
Um 1900 überragte der Druselturm noch die meisten Gebäude Kassels

Der Druselturm ist ein Rest der ehemaligen Stadtbefestigung Kassels, die zwischen 1767 und 1774 abgetragen wurde. Der 44 Meter hohe Rundturm steht in der Innenstadt am Druselplatz, einem Teil der Hedwigstraße. Er ist eines der wenigen erhaltenen mittelalterlichen Bauwerke in Kassel. Der Verlauf der ehemaligen Stadtmauer ist im Verlauf der Hedwigstraße durch farbig abgesetztes Pflaster gekennzeichnet. Neben dem Zwehrenturm ist er der letzte Turm der Kasseler Stadtbefestigung.

## Geschichte
Der Druselturm wurde 1415 an einer Schwachstelle der Stadtmauer der jungen Stadterweiterung Freiheit errichtet, an der Stelle, wo das Wasser der Drusel in die Stadt geleitet wurde. Das Wasser wurde bereits früher vor dem Turm in einem Teich gesammelt und bei Bedarf in flachen Rinnen, den „Druseln“, durch die Gassen der Stadt geleitet, um die Straßen zu reinigen. An gleicher Stelle wie der Turm soll sich früher die Druselmühle befunden haben. Um den Bau des Turmes finanzieren zu können, musste der Rat der Stadt Geld leihen. Laut einer Schuldurkunde vom 3. Februar 1414 150 Gulden von einem Hans Syberg und seinem Sohn aus Spangenberg.
Ursprünglich diente der Druselturm als Wehrturm und Gefängnis. Die Gefangenen wurden durch ein Loch im Boden des Turms in die darunterliegenden Verliese herabgelassen. Aus dem Jahr 1526 ist eine Rechnung über sechs Albus für ein Seil zum Ein- und Auslassen der Gefangenen erhalten. Landgraf Philipp der Großmütige, der zwischen 1547 und 1552 selbst fünf Jahre in kaiserlicher Gefangenschaft gesessen hatte, ließ die Verliese mit einer Heizung versehen. Später wurde der Turm als Räucherkammer und Materiallager benutzt.
Der Helm des Druselturms besaß ursprünglich sechs Erkertürmchen, die allerdings bei der Erneuerung des Daches 1686 entfernt wurden. Sie waren jeweils über den obersten Fenstern angeordnet. Im April 1905 brannte der Turm vollständig aus. Erst 1906 erhielt der Turm seine neue Haube mit den vier kleinen Erkertürmchen, die bis zum Zweiten Weltkrieg das Stadtbild prägten. Beim Luftangriff auf Kassel im Oktober 1943 blieb der Druselturm bis auf das Dach das durch Bomben abgedeckt wurde, unbeschädigt. Beim Wiederaufbau nach dem Krieg kehrte man zum vorherigen glatten Kegeldach zurück. Ende der 1940er Jahre wurde der Turm als Fotoatelier genutzt.
Das Gebäude steht heute leer und ist nicht offen zugänglich, zu besonderen Anlässen, wie bspw. für angemeldete Schulklassen, kann er aber besichtigt werden.

### Baubeschreibung

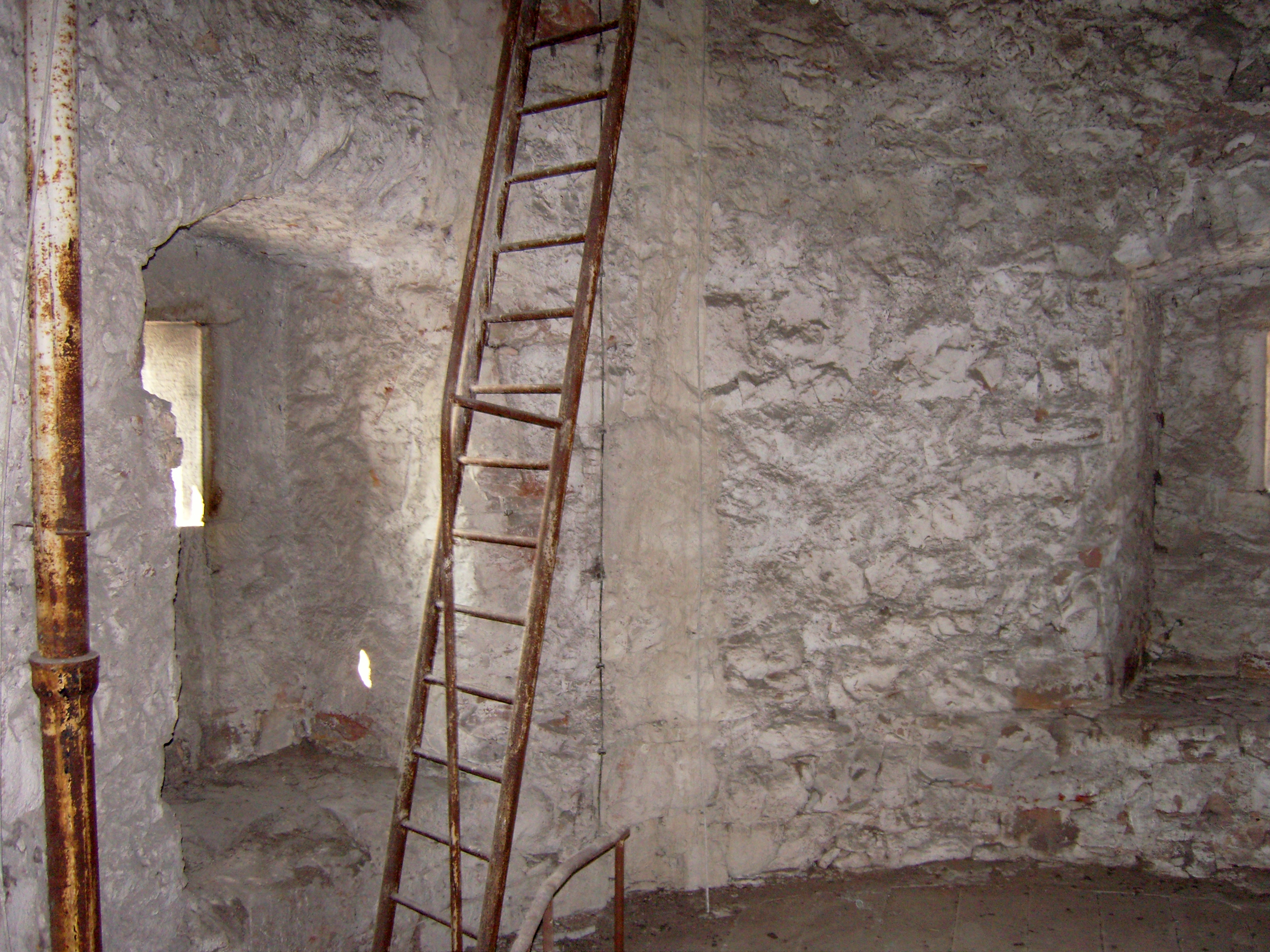
Das Innere des Druselturms im vierten Geschoss

Der wesentliche bauliche Bestand des Druselturms ist heute noch erhalten. Der heute 44 Meter hohe Turm besitzt einen kreisförmigen Grundriss mit einem Durchmesser von 9,20 Metern. Bis zum Dachrand hat der Turm eine Höhe von 27,10 Metern. Im Untergeschoss besitzen die Mauern eine Dicke bis zu 2,75 Metern. Das ehemalige Kuppelgewölbe des Untergeschosses ist verloren und lässt sich nur noch an seinen Stützlagern erahnen. Außen am ersten Obergeschoss verläuft von Konsolen getragen ein kleiner Rest des ehemaligen Wehrganges der Stadtmauer. Das heutige Dach entspricht jenem von 1686. Der Turm befindet sich in einer leichten Schieflage, erst das letzte Geschoss und die Haube weichen nicht mehr vom Lot ab.